# Джамболан

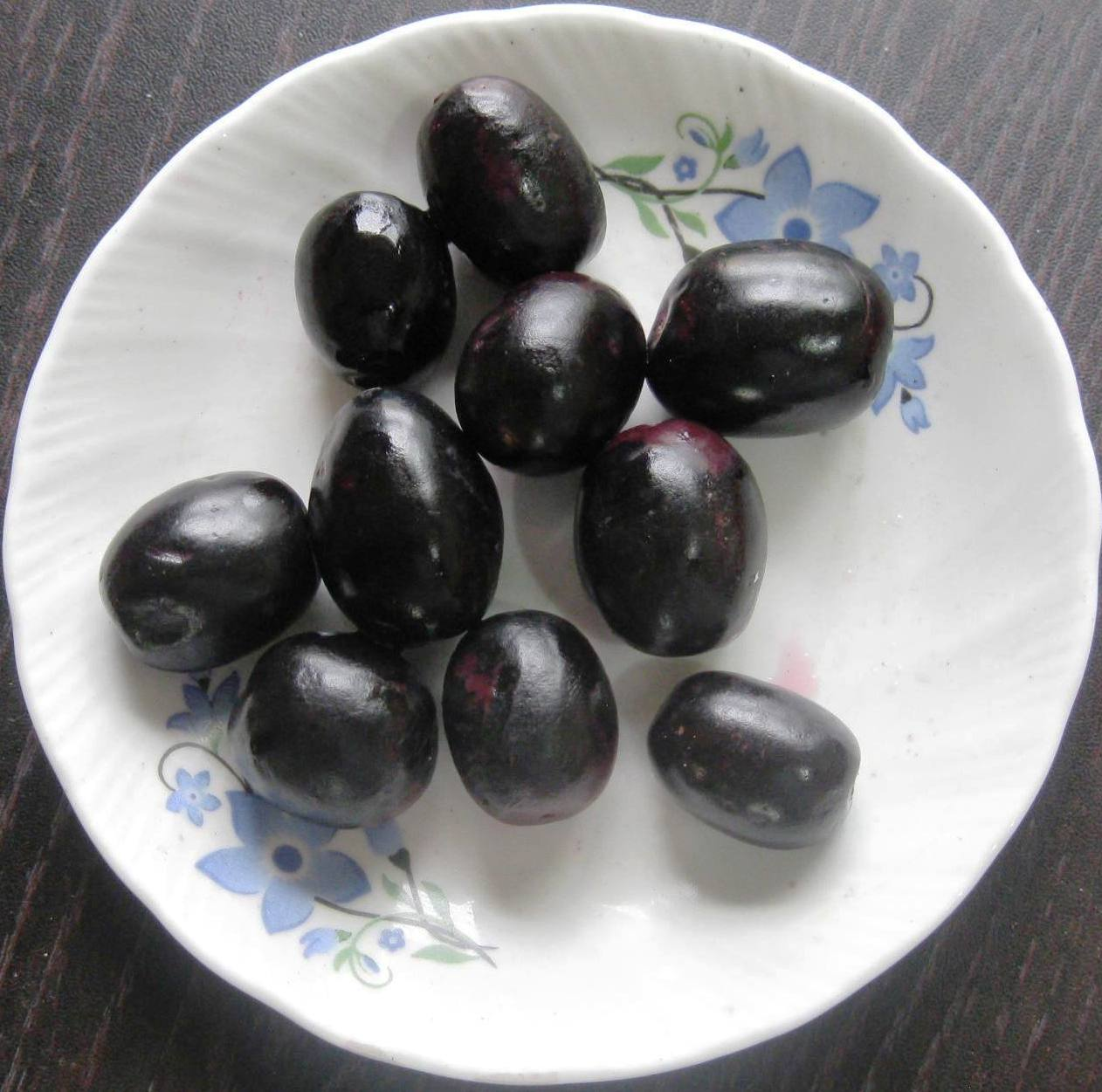
Джамболан фрукти

Джамбола́н, або ямбола́н, або сізі́гіум ямбола́н (Syzygium cumini) — багаторічна рослина родини миртових.

## Опис
Джамболан — вічнозелене швидкоросле дерево висотою 6-20, часом 25 метрів з діаметром стовбура 60-90 см і з довгасто-овальним листям 5-25 см завдовжки і 2,5-10 см завширшики. Листя має виражений скипідарний запах. Квітки рожеві з воронкоподібною чашкою, з 4-5 зрослими пелюстками та численними тичинками. Плід — глянсова темно-фіолетова, майже чорна, кістянка з тонкою шкіркою, діаметром 1,25-5 см. М'якуш плоду фіолетовий або білий, дуже соковитий, ароматний, з терпким, іноді гіркуватим смаком, містить одне або кілька зелених або коричневих насінин.

## Поширення
Батьківщина джамболана — Індія, М'янма, Шрі-Ланка, Андаманські острови. Натуралізувався і культивується в Індонезії, північно-східній Австралії, Східній Африці, на Філіппінах, рідше в тропічній Америці.
Дерево росте в долинах річок, а також до вистоти 1200 м над рівнем моря.

## Використання
Плоди джамболана їстівні у свіжому вигляді, а також використовується для приготування тортів, соусів, желе, шербетів та сиропів. Листя, плоди, насіння та кора рослини широко використовуються в медицині. Ефірні олії, які добувають з листя, використовуються в парфумерії.
В азіатсько-тихоокеанському басейні джамболан — найпоширеніша рослина для профілактики та лікування цукрового діабету

. З медичною метою використовуються листя й кора, а також самі плоди й насіння.

## Галерея

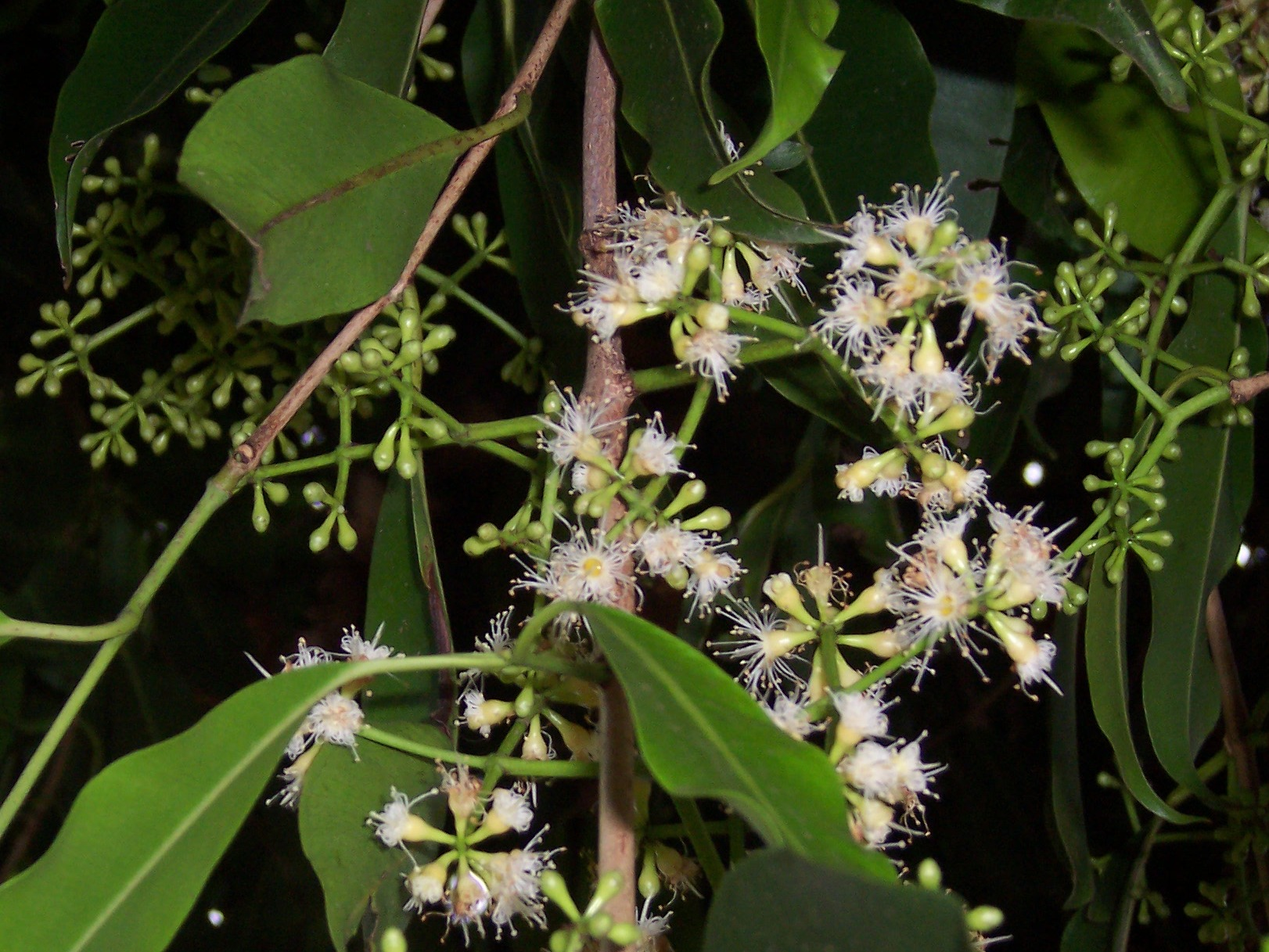
Квітки та листя джамболана
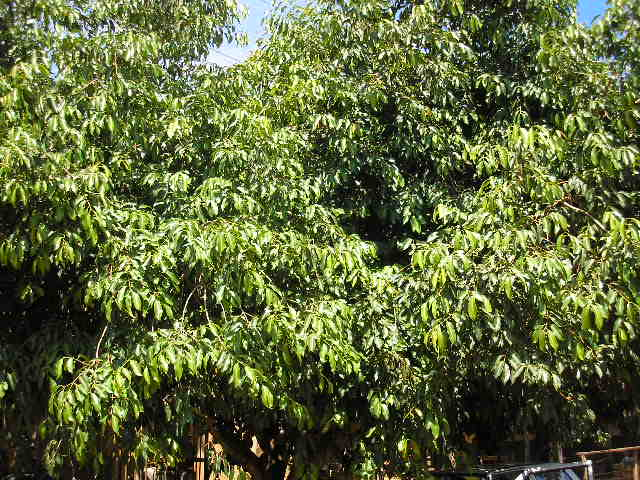
Дерево
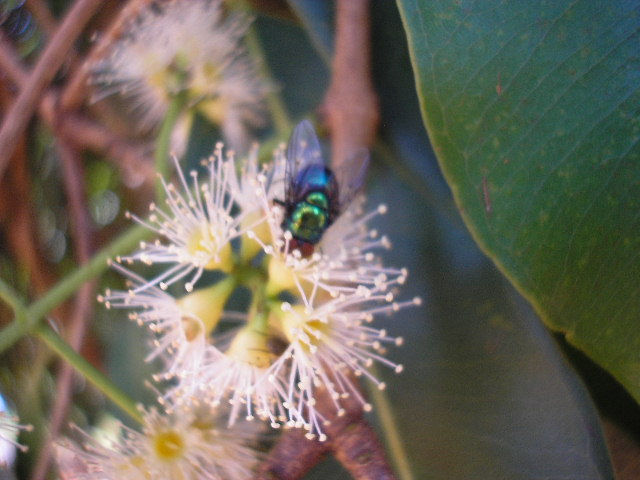
Комаха на квітці
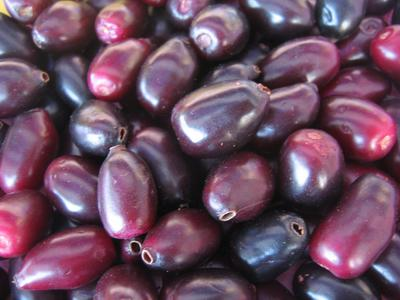
Плоди джамболана
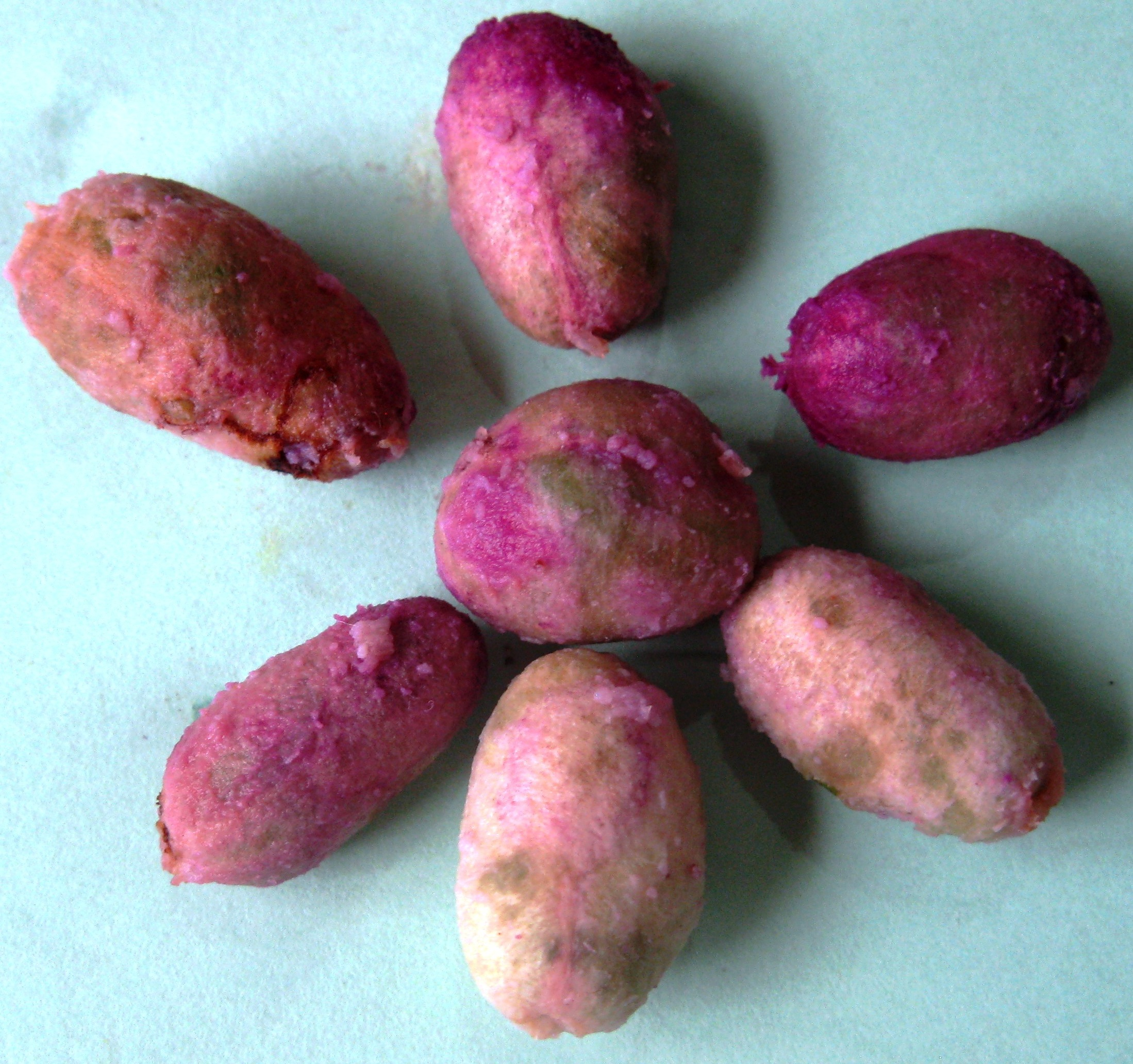
Джамболан насіння